# Lili Bech

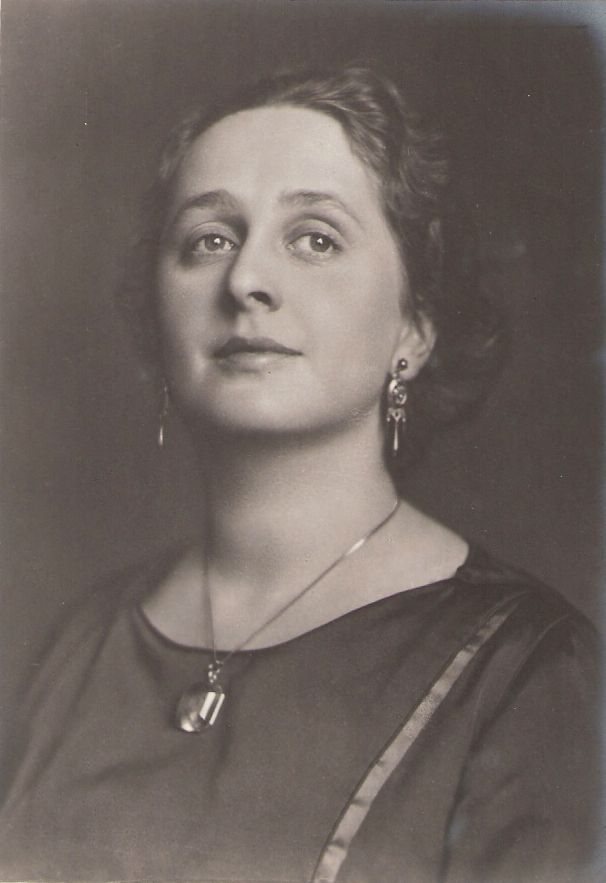
Lili Bech

Lili Bech, auch Lilli Beck und Lily Beck (* 29. Dezember 1885 in Kopenhagen; † 20. Januar 1939 in Aarhus, Dänemark) war eine dänische Schauspielerin bei Bühne und Stummfilm.

## Leben und Wirken
Lili Bech erhielt ihre künstlerische Ausbildung im heimatlichen Kopenhagen und gab ihren Bühneneinstand 1905 am Folketeatret der dänischen Hauptstadt. Noch im selben Jahr ging sie mit der kleinen Bühnentruppe Jens Trap Walters auf Tournee, die sie erst 1910 abschloss. In diesem Jahr kehrte Bech ans Volkstheater zurück und konnte dort später einen großen Erfolg mit der Delila in dem antiken Drama “Samson und Delilah” erringen.
Bereits 1911 wurde die Künstlerin erstmals vor die Kamera geholt. Im aufblühenden dänischen Stummfilm der letzten Jahre vor Ausbruch des Ersten Weltkriegs machte Bech rasch Karriere und avancierte zu einer der bekannten Leinwanddarstellerinnen ihres Landes und auch Schwedens. Zu ihren zentralen Regisseuren zählten Alfred Lind, Mauritz Stiller, Robert Dinesen und Holger-Madsen. Zumeist sah man sie in Familiendramen und Gesellschaftsmelodramen, in denen sie nahezu durchgehend Hauptrollen überantwortet bekam. 1916 wirkte sie mit einer Gastrolle auch in Stillers Ikarus, einem großen Publikums- und Kritikererfolg im nördlichen Nachbarland, mit. Zu dieser Zeit war Lili Bech mit dem berühmten schwedischen Regisseur Victor Sjöström, einem von insgesamt vier Ehemännern, verheiratet. Sjöström hatte ihr in einigen seiner Inszenierungen Hauptrollen gegeben.
Mit dem Niedergang des dänischen Kinos nach dem Ende des Krieges 1918 trat auch Lili Bech kaum mehr vor die Kamera und konzentrierte sich wieder ganz auf ihre Bühnenarbeit (zumeist Tourneetheater). Allmählich in Vergessenheit geraten, musste sich Lily Bech in späten Jahren auch mit minder wichtigen Engagements an unbedeutenden Kleinstbühnen wie dem Casino von Aarhus und dem Moulin Rouge in Vejle zufriedengeben. Im Augenblick ihres plötzlichen Todes zum Jahresbeginn 1939 war Bech gerade wieder am Casino von Aarhus engagiert gewesen.

## Filmografie
- 1911: Morfinisten
- 1911: Taifun
- 1912: Der fliegende Zirkus (De flyvende cirkus)
- 1912: Der Gärtner (Trädgårdsmästaren)
- 1912: De svarta maskerna
- 1913: Vampyren
- 1913: Das Kind (Barnet)
- 1914: Gatans barn
- 1914: Stormfågeln
- 1914: För sin kärleks skull
- 1914: Waina die junge Lappländerin (Högfjällets dotter)
- 1915: Dolken
- 1915: En av de många
- 1915: Die Töchter des Landeshauptmanns (Landshövdingens döttrar)
- 1915: Mästertjuven
- 1915: Hans hustrus förflutna
- 1915: Lekkamraterna
- 1915: Sonad skuld
- 1915: Minlotsen
- 1916: Hon segrade
- 1916: Ikarus (Vingarne)
- 1916: Guldspindeln
- 1916: Therèse
- 1916: Skepp som mötas
- 1917: Paradisfågeln
- 1920: Der Liebling der Götter (Gudernes yndling)
- 1921: Det største i verden
- 1922: Hans Gode Genius
- 1924: Wer trägt die Schuld? (Det store hjerte)
- 1925: Den store Magt